# صوفیان‌ده
صوفیانده روستایی از توابع بخش تولم شهرستان صومعه‌سرا در استان گیلان ایران است.
در روستاي صوفیانده شغل رايج كشاورزي است و علاوه بر كاشت برنج ، كاشت فراوان توت فرنگی نيز انجام مي شود  و هر ساله جشنواره توت فرنگی با همكاري ارگان هاي دولتي در این روستا برگزار می شود. بيش از ٧٠ درصد كاشت توت فرنگي استان گيلان در روستاي صوفيانده انجام مي شود.
این روستا بعد از روستای نوخاله در جاده پیربازار به ضیابر در دهستان هندخاله قرار دارد. پناهگاه حيات وحش سلكه در اين روستا واقع شده و هرساله ميزبان پرندگان مهاجري است كه به اين تالاب محافظت شده توسط سازمان محيط زيست، سفر مي كنند. 

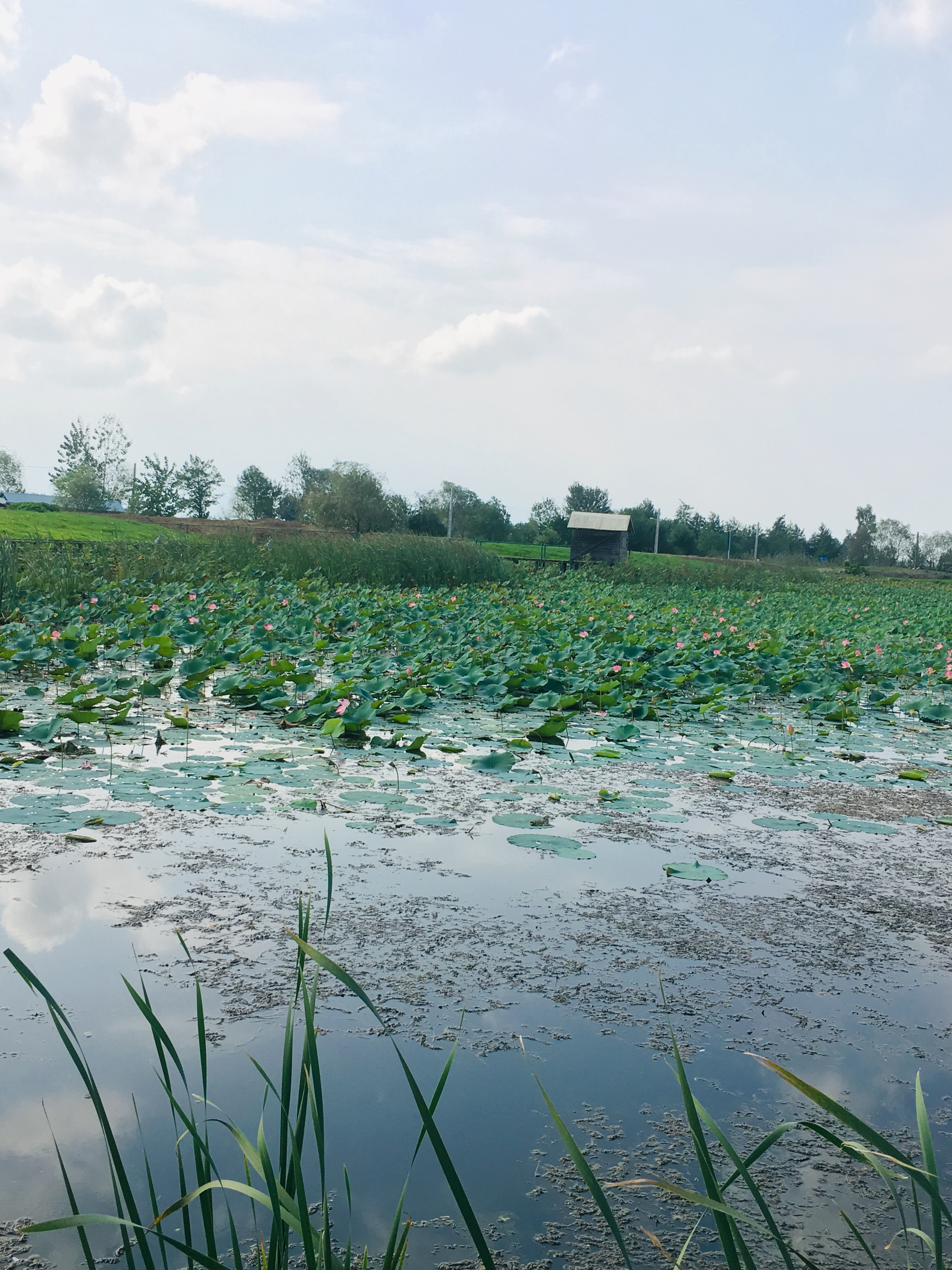
منطقه حفاظت شده سلكه در روستاي صوفيانده

شماري از جمعيت این روستا کُرد و اصالتا اهل کرمانشاه و تبعیدی هستند. آداب و رسوم رایج در روستای صوفیانده که برخی به فراموشی سپرده شده را می‌توان به شرح زیر برشمرد: لافند بازی که بیشتر در جشن‌های عروسی ، عید نوروز و یا در بازارهای هفتگی اجرا می‌شد،کشتی گیله مردی که یادگار از قدرت و دلاوری مردم این خطه‌است و ریشه در تاریخ دارد ، نوروز خوانی که از رسوم آخر هر سال است و نماد ورود بهار می‌باشد، عروس گولی از دیگر مراسم قبل از حلول سال نو به شمار می‌رفت این نمایش همراه با آواز دارای مفاهیم اخلاقی و تزئینی خاصی بود.

## جمعیت
این روستا در دهستان هندخاله قرار دارد و براساس سرشماری مرکز آمار ایران در سال ۱۳۸۵، جمعیت آن ۸۰۹ نفر (۲۳۱خانوار) بوده‌است.